# Кирквуд, Джон Гэмбл
Джон Гэмбл Кирквуд (англ. John Gamble Kirkwood; 30 мая 1907, Готебо, США — 9 августа 1959, Нью-Хейвен, США) — американский физик-теоретик и химик. Известен работами по статистической физике, неравновесной термодинамике, кавитации.
Член Национальной академии наук США (1942).

## Биография

### Детство и юношеские годы
Джон Гембл Кирквуд родился 30 мая 1907 года в городе Готебо, штат Оклахома. Уже в школе отличался успехами в освоении естественных наук и математики. Кроме того, любил изучать иностранные языки.
Высшее образование получил в университете Чикаго, где в декабре 1926 года ему была присвоена степень бакалавра.

### Аспирантура
С 1927 по 1929 год обучался в аспирантуре химического факультета Массачусетского технологического института (MIT). Его научным руководителем был Фридерик Кейс. Степень доктора философии была присвоена за работу по измерению статических диэлектрических констант диоксида углерода и аммиака.

### Стажировка в Европе
1931-32 учебный год провёл Европе, где совместно с Питером Дебаем и Арнольдом Зоммерфельдом написал несколько научных трудов посвящённых ионным растворам.

## Научные исследования

### Работы в области статистической механики MIT
В 1932-34 годах в лаборатории MIT изучал влияние квантовых эффектов на уравнения состояния, заложил основы общей статистической механики жидких растворов .

### Годы в Корнеллском университете
В 1934—1947 году разработал подход к расчёту свойств жидкости на основе суперпозиционного приближения для решения фундаментальных уравнений статистической физики . В 1939 году издаётся его классический труд «Диэлектрическая поляризуемость полярных жидкостей». В 1940-42 годах публикует работы по теории фазовых переходов. После 1940 года от низкомолекулярных веществ перешёл к изучению полимерных материалов, развив теорию механической релаксации в полимерах, а также реологического поведения полимерных растворов. В 1941 году разработал новый метод разделения протеинов в растворе при помощи электрического поля.
В 1946-47 годах публикует труд по статистической механике в двух частях,. В этих работах сформулирована статистическая теория процессов переноса в газах, описано броуновское движение, и теория линейного отклика на зависящее от времени внешнее воздействие. Результаты были выражены через потенциалы межмолекулярного взаимодействия. Была получена цепочка уравнений для многочастичной функции распределения, уравнение Больцмана для неплотных газов. Для жидкостей и растворов было выведено уравнение Фоккера-Планка.

### Вторая мировая война
В годы войны внёс свой вклад в более глубокое понимание взрывчатых веществ, сформулировал теории взрывных и ударных волн в воздухе и воде.

### Переезд в Калифорнийский технологический институт
Были созданы обобщённые теории жидких растворов и напряжения поверхности жидкостей Кирквуда-Бафа. А также теория макромолекулярного движения в растворе Кирквуда-Райзмана. Первая из этих теорий широко используется для интерпретации экспериментальных данных.

## Семья
Отец Джон Миллард Кирквуд был успешным дистрибьютором корпорации Гудьер. Мать Лилиан Гэмбл Кирквуд. Имел двух младших сестёр.
В 1930 году женился на Глейдис Лилиан Даниэльсон. В 1935 году у них родился сын Джон Миллард Кирквуд. Развёлся в 1951 году.
В 1958 году вторично вступил в брак. Жена Платония Калдс.
Умер в госпитале 9 августа 1959 года от рака (город Нью-Хейвен). Похоронен на кладбище рядом с кампусом Йельского университета, где работал деканом последние годы жизни.

## Памяти Джона Кирквуда
В сентябре 1960 года памяти Джона Кирквуда был посвящён трёхдневный симпозиум в Нью-Йорке. В 1962 году химический факультет Йельского университета и Нью-Хейвенское отделение американского химического общества учредили премию имени Джона Гембла Кирквуда за выдающиеся исследования в области химии. Первым получатель премии — Ларс Онсагер, коллега Кирквуда в Йельском университете. В 1965—1968 годах опубликовано восьмитомное издание избранных работ Джона Кирквуда под редакцией И. Оппенгейма. В него вошло большинство из 181 научных работ с комментариями бывших сотрудников учёного.

## Сотрудники Кирквуда о нём
Сотрудники отмечали его целеустремлённость, доброжелательность, научную смелость. Учились у него искать баланс между строгим доказательством и приближениями.

## Почести и награды
- 1936 — Премия Американского химического общества в области чистой химии[англ.] за исследование общей статистической механики жидких растворов.
- 1936 — Премия Ирвинга Ленгмюра[англ.].
- 1942 — Избрание в Национальную академию наук США.
- 1945 — Медаль за заслуги перед американскими ВМС США.
- 1947 — Президентский сертификат признания.
- 1950 — Медаль Теодора Вильяма Ричардса Северо-Восточного отделения Американского химического общества.
- 1953 — Медаль Гильберта Нортона Левиса Калифорнийского отделения Американского химического общества.
- 1954 — Почётный доктор наук Чикагского университета.
- 1959 — Почётный доктор наук свободного университета Брюсселя.

## Список литературы
- http://theor.jinr.ru/~kuzemsky/kirkbio.html - биография и библиография Дж. Кирквуда
- Храмов Ю. А. Кирквуд Джон Гэмбл (Kirkwood John Gamble) // Физики : Биографический справочник / Под ред. А. И. Ахиезера. — Изд. 2-е, испр. и доп. — М. : Наука, 1983. — С. 132. — 400 с. — 200 000 экз.
- Биография, написанная при поддержке Национальной Академии Наук США
- Вдовиченко Н. В. Развитие фундаментальных принципов статистической физики в первой половине XX века. М.: Наука, 1986, 159 с.